# Bolitoglossa altamazonica
Bolitoglossa altamazonica es una especie de salamandra en la familia Plethodontidae.
Habita en la zona andina-amazónica de Bolivia, Brasil, Colombia, Ecuador, Perú y Venezuela.
Su hábitat natural son bosques húmedos tropicales o subtropicales a baja altitud.
Está amenazada de extinción debido a la destrucción de su hábitat.